# Merko
Merko var en dansk kæde af større minimarkeder og små supermarkeder. Merko var ejet af Danske Købmænd A/S og det tyske selskab Edeka.
I starten af år 2000 blev der lanceret mindre Merkobutikker, som hed Merko Express.
Dagrofa overtog i 2009 aktiviteterne i moderselskabet Edeka Danmark, og derefter blev EDEKA's butikker omdannet til SPAR og SuperBest.